# Сутра Серця
Сутра Серця Досконалої Мудрості (санскр. प्रज्ञपारमिता हॄदयसूत्र, Prajñā-pāramitā-hṛdaya Sūtra, кит.: 般若波羅蜜多心經, яп. はんにゃはらみたしんぎょう) — сутра буддизму Махаяни, що роз'яснює ідеї порожнечі і мудрості.

## Назви

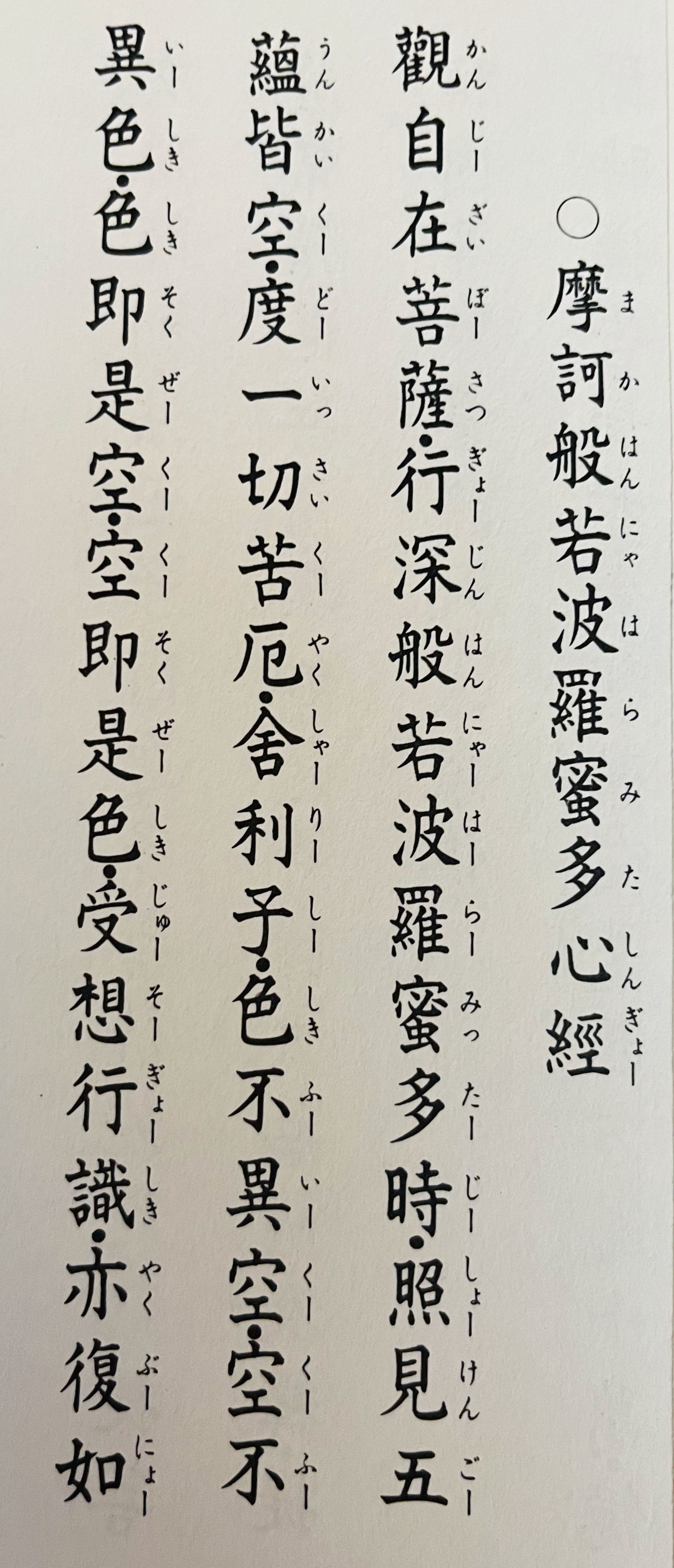
Початкові вірші «Сутри серця» з японської книги сутр. Вірші написані китайською мовою, а японська вимова надрукована біля кожного китайського ієрогліфа.

Сутра серця читається в багатьох культурах, і тому має багато назв:
| Мова         | Назв                                      | Вимова                 |
| ------------ | ----------------------------------------- | ---------------------- |
| Санскрит     | प्रज्ञापारमिताहृदयसूत्र                            |                        |
| Китайською   | 般若波羅蜜多心經 (Bōrĕbōluómìduō Xīnjīng) | божеболомідо сіньцзінь |
| Корейською   | 반야심경 (Banya Simgyeong)                |                        |
| Японською    | 般若波羅蜜多心経, або 般若心経            | хання хараміта шін ґьо |
| В'єтнамською | Bát Nhã Ba La Mật Đa Tâm Kinh             |                        |
| Тайською     | ปรัชญาปารมิตาหฤทัยสูตร                        |                        |
| Тибетською   | sNying mDo or shes rab snying po'i mdo    |                        |

## Основні відомості

### Становлення буддизму
Буддизм був заснований 2500 років тому індійським принцом Готамою Сіддхартхою з роду Шак'я. У 29 років він полишив батьківський дім, став аскетом і за шість років виснажливих тернувань та медитацій  досяг просвітлення. Подальше життя Готама присвятив проповідуванню свого вчення і помер у 80 років, увійшовши у нірвану. Його вважають історичним буддою.
Вчення Готами стало однію з універсальних світових релігій. У ньому будда був  не трансцедентльним і абсолютним об'єктом поклоніння на кшалт Бога в християнстві чи ісламі, а звичайною особою, яка досягла просвітлення. Готама навчав, що будь-яка людина здатна досягти просвітлення і має можливість стати буддою.

### Буддистський канон
У Готами було багато послідовників. Він повчав їх, відповідаючи на питання залежно від здібностей і рівня слухача. Через це його вчення розділилося згодом на багато шкіл.
Після смерті Готами буддистську громаду очолив його учень Махакаш'япа, який задля її укріплення провів перший собор з 500 учнями-монахами аби упорядкувати вчення покійного наставника. Учень Ананда, який найбільше спілкувався з Готамою, по пам'яті відновив його проповіді у формі сутр, а учень Упалі — дисциплінарні правила общини у формі правил-обітів. Учасники зборів визнали їх правомірними і уклали сутровий і дисциплінарний канони. Проте ці канони не були записані, зважаючи на давньоіндійську традицію усної передачі релігійних і філософських знань.
Вперше буддистське вчення було зафіксоване на письмі у 1 столітті до н. е. Найбільш раннім зразком священного писання стала сутра Агама. Згодом з'явилися інші тексти сутр, які поступово коментувалися і систематизувалися. Ці коментарі були зібрані у окремий теоретичний канон. Разом із сутровим і дисциплінарним канонами він склав три зводи священних буддистських текстів тріпітака.

### Утворення шкіл
У 3 столітті до н. е., через 100 років після смерті Готами, на другому соборі буддистська община розкололася на дві групи. В результаті подальших поділів утворилося близька двох десятків окремих шкіл. Серед них однією з найвпливовіших була школа сарвастівади, яка проповідувала реальність та незмінність явищ. Її послідовники активно займалися класифікацію сутр і складанням теорії буддизму.
На початку 1 століття цій школі протистояла нова течія будизму махаяна — «Велика колісниця». Її представники називали течію опонентів хінаяною — «Малою колісницею», заперечуючи її постулати та елітарність. Махаяністи наполягали на реальності порожнечі, тобто відсутності власної природи явищ через їх мінливість і взаємопов'язаність. Течія махаяни складалася з багатьох шкіл, які поділялися на дві основні групи — мадх'ямаку і йогачару.

### Махаяністський звід «Сутра мудрості»
Серед представників течії махаяни було мало ченців-професіоналів, які могли передавати основи буддистського вчення. Для подолання проблеми махаяністи вирішили порушити індійське табу на записування сутр і почали укладати власний письмовий канон на їх основі. Його, передача, переписування, читання і дарування стали вважатися добродійними вчинками у махаяністському буддизмі. Така практика сприяла збільшенню сутр і їх розростанню.
Основні махаяністські зводи сутр поділяються на три періоди: ранній (100 до н. е. — 200), середній (300—400) і пізній (500—1203). Вони охоплюють час існування буддизму в Індії до його нищення. Найстаріший з цих зводів є звід «Сутр мудрості». У ньому записані чотири основіні проповіді Готами, а також інформація про шістнадцять буддистських соборів. Сам звід складається з багатьох окремих сутр, провідною ідеєю яких є досягнення праджня-парміти — «досконалої мудрості Будди». Ця мудрість — стан просвітлення особи, розуміння того, що усі явища є пустими, мінливими і взаємопов'язаними.

### Переклади
Англійською
- Buddhist Text Translation Society. The Heart of Prajna Paramita Sutra. Dharma Realm Buddhist Association. Архів оригіналу за 26 червня 2013. Процитовано 22 березня 2008. - from the Chinese translation by Tang master Hsüan-Tsang
- Conze, Edward. The Heart Sutra. Digital International Buddhism Organization. Архів оригіналу за 26 червня 2013. Процитовано 22 березня 2008.
- Halifax, Joan; Kazuaki Tanahashi. The Sutra on the Heart of Realizing Wisdom Beyond Wisdom. Upaya Zen Center. Архів оригіналу (PDF) за 26 червня 2013. Процитовано 22 березня 2008.
- The Prajñāpāramitā Heart Sūtra. Архів оригіналу за 7 червня 2008. Процитовано 14 травня 2008. Translated from the Chinese version of Xuanzang by the Sutra Pagoda Institute.
- McLeod, Ken. The Sutra of the Heart of the Lady Perfection of Wisdom. Unfettered Mind. Процитовано 22 березня 2008. {{cite web}}: Недійсний |deadurl=404 (довідка) - a very accessible translation by an American Buddhist scholar
- English Buddhist Text. fodian.net. Архів оригіналу за 26 червня 2013. Процитовано 22 березня 2008. - Links to various English translations in PDF format
- The Heart of the Perfection of Wisdom. LamRim.com. Архів оригіналу за 26 червня 2013. Процитовано 22 березня 2008.
- The Heart of Prajna Paramita Sutra (with annotation). Chung Tai Zen Center of Sunnyvale. Архів оригіналу за 26 червня 2013. Процитовано 22 березня 2008. - translated from Chinese by Buddha Gate Monastery
- The Heart Sutra (in Chinese calligraphy). Asiawind. Архів оригіналу за 26 червня 2013. Процитовано 22 березня 2008.

Російською
- Сутра Серця // Бібліотека Буддистського центру школи Карма Каг'ю
- Торчинов E. A. Введение в буддологию. Курс лекций. — Санкт-Петербург : Санкт-Петербургское философское общество, 2000. — 304 с. — ISBN 5-93597-019-8. (рос.) Сутра сердца Праджня-парамиты (С.252-267)